# Махошеполяна
Махошеполяна — село в Майкопском муниципальном районе Республики Адыгея России.
Входит в состав Тульского сельского поселения.

## Население
| 2002 | 2010 | 2013 | 2014 | 2015 | 2016 | 2017 |
| ---- | ---- | ---- | ---- | ---- | ---- | ---- |
| 24   | ↘14  | ↘13  | ↘6   | →6   | ↗8   | ↗9   |
| 2018 | 2019 | 2020 | 2021 | 2023 | 2024 |      |
| ↘6   | →6   | ↘5   | ↘4   | ↗6   | →6   |      |

Согласно результатам переписи 2002 года, в национальной структуре населения армяне составляли 57 %, марийцы — 29 %.

По данным Всероссийской переписи населения 2021 года:
| Народ  | Численность, чел. | Доля от всего населения, % |
| ------ | ----------------- | -------------------------- |
| армяне | 4                 | 100,0 %                    |
| всего  | 4                 | 100,0 %                    |

## Улицы
- Ленина.